# Оксфорд
Оксфорд (енгл. Oxford) је град у Уједињеном Краљевству у Енглеској у грофовији Оксфордшир. Налази се око 60 km северозападно од Лондона. У Оксфорду се река Червел улива у реку Темзу. Према процени из 2007. у граду је живело 160.587 становника.
Оксфордски универзитет је најстарији универзитет у земљама у којима се говори енглески језик. За разлику од свог универзитетског ривала Кембриџа, Оксфорд је и индустријски град.
Оксфорд зову „градом уснулих торњева“. Овај епитет му је дао Метју Арнолд због хармоничне архитектуре његових универзитетских зграда.
Град се први пут помиње у хроници из 912. Прва сведочанства о универзитету потичу из 12. века. Статус града Оксфорд је стекао 1542. Оксфордски канал је 1790. повезао град са Ковентријем и индустријском области око Бирмингема. Године 1840. изграђена је железничка веза Оксфорда и Лондона. Почетком 20. века у предграђу Оксфорда никла је фабрика аутомобила Морис. Услед индустријализације град је добио нових 40.000 житеља.
Главне туристичке атракције града су у вези са универзитетом: Музеј Ешмолијен и Бодилеанска библиотека.

## Становништво
Према процени, у граду је 2008. живело 160.587 становника.
| 1981.   | 1991.   | 2001.   |
| ------- | ------- | ------- |
| 113.847 | 118.795 | 143.016 |

## Партнерски градови
- Гренобл
- Бон
- Лајден
- Беневенто
- Катанија
- Перм

## Познати људи из Оксфорда
- Џ. Р. Р. Толкин
- Винстон Черчил
- Агата Кристи